# Aage Kann Rasmussen
Aage Gudmund Kann Rasmussen (født 16. marts 1904 på Mandø, død 8. januar 1991) var en dansk ingeniør, bror til Villum Kann Rasmussen.
Han var søn af sognepræst Lars Bertel Rasmussen og hustru Thereese f. Kann, blev student fra Sorø Akademi 1922, cand.polyt. 1927 og ansat i firmaet Christiani & Nielsen, København 1928.
1929 kom han til Asien som ansat i J. Hindhede & Co., Ltd. Singapore 1929, i Public Works Department, Singapore 1930 og i Christiani & Nielsen (Siam) Ltd. 1932-46, fra 1933 som selskabets direktør. Han var leder af Christiani & Nielsen's virksomheder i Asien, Afrika og England 1947-55 og direktør ved hovedkontoret i København for samtlige Christiani & Nielsens europæiske og oversøiske selskaber 1955-61. Han var siden adm. direktør for A/S Falkoner Centret 1967-71. Han skrev senere bogen Danske i Siam 1858-1942 (1986) på baggrund af sit kendskab til regionen.
Derudover var Kann Rasmussen medlem af bestyrelserne for flere af Christiani & Nielsens udenlandske datterselskaber 1946-61, for Owen Falls Construction Co. 1950-57. for A/S Falkoner Centret 1967-71, for V. Kann Rasmussen Holding A/S og flere selskaber herunder, for Velux Fonden, for Niro Atomizer A/S (formand fra 1973), for H. Lundbeck & Co. A/S (formand fra 1972) samt af bestyrelsen for Fru Grete Lundbeck, f. Sterregaard's Fond og Fabrikant Hans Lundbeck og hustru Grete, f. Sterregaard's Legat, for Dansk-Indisk Forening 1951-62, for Dansk-Thai Forening 1951-65 (formand 1961-65), for Sorø Kunstmuseum 1963-69 og foreningen Dansk Samvirke 1953-70 (næstformand 1967-70), medlem af bestyrelsen for den selvejende institution Vikingeskibshallen i Roskilde, formand for bestyrelserne for Dansk Entreprenørselskab Christiani & Nielsen A/S og A/S Conia 1961-71, for Bigum & Stenfos A/S, for Den Holbergske stiftelse Tersløsegaard, for Soransk Samfund 1963-69. Han var medlem af Akademiet for de Tekniske Videnskaber fra 1959 og Ridder af 1. grad af Dannebrog.
Efter hans død i 1991 kom Møllehøjgårdsamlingen til Danmarks Biblioteksskoles Bibliotek. Bogsamlingen består af ca. 1100 bind samlet og udvalgt af Aage Kann Rasmussen. Samlingen har titlen "Den vestlige verdens store bøger", og består af bøger af og til dels om ca. 200 udvalgte forfattere gennem 3000 år. Alle genrer, filosofi, historie, skønlitteratur, naturvidenskab, jura, medicin etc. er repræsenteret.
Han blev gift 16. juli 1931 med Grethe Ahrens (f. 3. september 1905 i København), datter af ingeniør Otto Ahrens og hustru Ingeborg f. Schepeler.